# Mitropacup 1980
De Mitropacup 1980 was de 39e editie van deze internationale beker en voorloper van de huidige Europacups.
Nadat de Mitropacup in 1979 geen doorgang had gevonden, dit seizoen (1979-80) een doorstart. Deelname was vanaf nu voorbehouden aan de kampioenen van de Tweede Divisies van de deelnemende landen, dit jaar waren dat Italië, Hongarije, Joegoslavië en Tsjechoslowakije.
De start was in september 1979 en de vier clubs speelden een volledige competitie en de nummer één was meteen de winnaar van de Mitropacup 1980. Udinese Calcio was de gelukkige.
 Wedstrijden 
| Club                | Land                       | Uitslagen | Land                       | Club                |
| ------------------- | -------------------------- | --------- | -------------------------- | ------------------- |
| Udinese Calcio      | Vlag van Italië            | 0-0 , 3-2 | Vlag van Joegoslavië       | Celik Zenica        |
| Udinese Calcio      | Vlag van Italië            | 3-2 , 0-2 | Vlag van Tsjecho-Slowakije | TJ Rudá Hvězda Cheb |
| Udinese Calcio      | Vlag van Italië            | 0-0 , 2-0 | Vlag van Hongarije         | Debreceni VSC       |
| Celik Zenica        | Vlag van Joegoslavië       | 3-1 , 1-2 | Vlag van Tsjecho-Slowakije | TJ Rudá Hvězda Cheb |
| Celik Zenica        | Vlag van Joegoslavië       | 2-0 , 0-0 | Vlag van Hongarije         | Debreceni VSC       |
| TJ Rudá Hvězda Cheb | Vlag van Tsjecho-Slowakije | 2-1 , 1-2 | Vlag van Hongarije         | Debreceni VSC       |

 Klassement 
| Plaats | Club                | W : w - g - v | Punten | Doelsaldo |
| ------ | ------------------- | ------------- | ------ | --------- |
| 1      | Udinese Calcio      | 6 : 3 - 2 - 1 | 8      | 8 - 6     |
| 2      | Celik Zenica        | 6 : 2 - 2 - 2 | 6      | 8 - 6     |
| 3      | TJ Rudá Hvězda Cheb | 6 : 3 - 0 - 3 | 6      | 10 - 10   |
| 4      | Debreceni VSC       | 6 : 1 - 2 - 3 | 4      | 3 - 7     |

1927 · 1928 · 1929 · 1930 · 1931 · 1932 · 1933 · 1934 · 1935 · 1936 · 1937 · 1938 · 1939 · 1940 · 1951 · 1955 · 1956 · 1957 · 1958 · 1959 · 1960 · 1961 · 1962 · 1963 · 1964 · 1965 · 1966 · 1967 · 1968 · 1969 · 1970 · 1971 · 1972 · 1973 · 1974 · 1975 · 1976 · 1977 · 1978 · 1980 · 1981 · 1982 · 1983 · 1984 · 1985 · 1986 · 1987 · 1988 · 1989 · 1990 · 1991 · 1992